# 西日本6人制ホッケー選手権大会
西日本6人制ホッケー選手権大会（にしにほんろくにんせいほっけーせんしゅけんたいかい）は、毎年3月に大阪市で行われる6人制ホッケーの選手権大会。主な6人制ホッケーのプレイ層である小中学生に加え、高校生、一般、マスターズの部門も設置されている。

## 概要
例年、3月の第2土･日曜日に小学生、第3土･日曜日に中学生、第3日曜日に高校生、春分の日に一般がそれぞれ行われる。
長居球技場や舞洲ホッケー場などで開催されていたが、長居球技場は2010年にフィールドが人工芝から天然芝に転換されたため2010年大会が最後の開催となり、2011年大会からは2010年にフィールドが天然芝から人工芝に転換された鶴見緑地球技場で開催されている。なお、舞洲ホッケー場は2016年に閉鎖され、2019年にサッカー専用ロングパイル人工芝を張ったウルトラスタジアム舞洲に改修されている。
大会名には「西日本」と記載されているが、富山県や福井県など中部地方のチームも数多く出場しており、事実上6人制ホッケー最高峰の大会となっている。

## 大会形式
小中学生の部門は予選リーグと決勝リーグを併用しているが、それ以外の部門については予選リーグのないトーナメント方式である。そのため、小中学生は2日間、それ以外は1日間の日程となっている。

## 競技規則
（社）日本ホッケー協会6人制ホッケー競技規則による
- ただし、延長戦は行わない。